# Zhu Xiao-Mei
Zhu Xiao-Mei (em chinês 朱晓玫, Xangai, 1949) é uma pianista e professora de música clássica franco-chinesa, atualmente radicada em Paris, França. Atualmente, leciona no Conservatório Superior de Paris, e vive às margens do Rio Sena.

## Biografia
Zhu Xiao-Mei nasceu em Xangai, em 1949, em uma família artística. Desde muito jovem, iniciou seus estudos musicais. Aos 8 anos, já se apresentava na rádio e televisão de Pequim. Dois anos depois, ingressou na Escola Nacional de Música para Crianças Superdotadas e também frequentou o Conservatório Central de Música.[carece de fontes?]

### 1957–1975: Os anos da Revolução Cultural
Em 1962, formou-se com excelente desempenho acadêmico no colégio afiliado ao Conservatório Central de Música. Durante a Revolução Cultural, foi enviada para Zhangjiakou, na província de Hebei, onde permaneceu por cinco anos. Retornou a Pequim em 1975. Quando a China restabeleceu o sistema de exames nacionais para ingresso nas universidades, sua idade já não permitia a inscrição no curso regular, sendo então admitida na turma de estudos avançados do Conservatório Central de Música. Posteriormente, passou a dar aulas de piano na Academia de Dança de Pequim.[carece de fontes?]

### 1979: Mestrado em Música para Piano
Um evento decisivo em sua vida ocorreu em 1979, com a visita do violinista estadunidense Isaac Stern à China. O encontro acabaria contribuindo para que Xiao-Mei pudesse estudar nos Estados Unidos. Em 1980, ela iniciou seus estudos no New England Conservatory of Music, em Boston, onde obteve o título de mestre em Piano.[carece de fontes?]

### 1985: Mudança para Paris
Em 1985, dois dias antes de seu visto americano expirar, Xiao-Mei teve a chance de mudar-se para Paris, na França. No começo, ela mal conseguia se sustentar, mas, graças à admiração e à generosa ajuda de um professor do Conservatório de Paris, recebeu uma proposta para lecionar na instituição, além de uma acomodação acessível para morar. Tinha acesso gratuito a sete espaços diferentes onde podia praticar piano. Com o apoio de amigos, suas habilidades ao piano começaram a chamar atenção tanto na Europa quanto na América do Sul, abrindo portas para diversos concertos e recitais nessas regiões.[carece de fontes?]

### Década de 1980 até hoje: Anos Dourados e atividade recente
Mesmo sem o apoio de um agente para promovê-la, Zhu Xiao-Mei conseguiu deixar sua marca no universo da música clássica, concentrando seu repertório em um seleto grupo de compositores pelos quais tinha especial apreço. Entre seus principais interesses musicais estão Domenico Scarlatti, Joseph Haydn, Mozart, Beethoven, Schubert e Schumann — mas é Johann Sebastian Bach quem permanece no centro de seu universo musical. Hoje, ela é amplamente reconhecida como uma das maiores intérpretes de sua obra. Entre os trabalhos para teclado de Bach, já gravou O Cravo Bem Temperado, as Partitas, A Arte da Fuga, as Invenções e Sinfonias e as Variações Goldberg. [carece de fontes?]
Em 1994, Xiao-Mei foi convidada a se apresentar em um recital de piano no Théâtre de la Ville, sua primeira performance pública como pianista em Paris. Durante os anos em que se apresentou nesta cidade, seus recitais frequentemente esgotavam. Com o tempo, passou a fazer turnês pela Europa, América do Norte, América do Sul, Ásia e até mesmo Austrália. Seu primeiro álbum foi concluído aos 50 anos de idade. A gravadora Mirare lançou muitos de seus álbuns.[carece de fontes?]
Em 2014, Xiao-Mei foi convidada a se apresentar na Igreja de São Tomás, em Leipzig, onde Bach trabalhou por 23 anos. Ela se tornou a primeira pianista a se apresentar nesse espaço histórico. O DVD e o CD desse recital receberam o Prêmio de Realização Especial no International Classical Music Awards.[carece de fontes?]
Zhu se apresentou na China pela primeira vez em 2014, após uma ausência de 35 anos. No mesmo ano, recebeu o título de professora emérita do Conservatório de Pequim e foi condecorada pelo Ministério da Cultura da França com o título de Chevalier de l’Ordre (Cavaleira da Ordem) da Ordem das Artes e das Letras.[carece de fontes?]

## Livro
- 2007 - The Secret Piano: From Mao's Labor Camps to Bach's Goldberg Variations (Ed. Robert Laffont)[4]

## Prêmios
- 2017 - International Classical Music Awards, na categoria Special Achievement Award, pelo CD e DVD "Johann Sebastian Bach: The Art of Fugue"[5]
- 2014 - Professora emérita do Conservatório de Pequim[3]
- 2014 - Cavaleira da Ordem das Artes e das Letras, do Ministério da Cultura da França[carece de fontes?]
- 2008 - Grand Prix des Muses, por sua biografia "The Secret Piano: From Mao's Labor Camps to Bach's Goldberg Variations"[6]